# Orthotrichum perexiguum
Orthotrichum perexiguum là một loài rêu trong họ Orthotrichaceae. Loài này được Dusén ex Lewinsky mô tả khoa học đầu tiên năm 1984.